# Leroy Jenkins
Pour le phénomène Internet, voir Leeroy Jenkins
Leroy Jenkins (né le 11 mars 1932 à Chicago – mort le 24 février 2007 à New York des suites d'un cancer du poumon) est un violoniste et compositeur américain.

## Discographie
- 1975 : Swift are the Winds of Life (avec Rashied Ali)
- 1975 : For Players Only (with Jazz Composer's Orchestra)
- 1977 : Solo Concert (India Navigation)
- 1977 : Lifelong Ambitions (Black Saint)
- 1978 : The Legend of Ai Glatson (Black Saint)
- 1978 : Space Minds, New Worlds, Survival America (Tomato Records)
- 1979 : Mixed Quintet (Black Saint)
- 1979 : Straight Ahead/Free at Last (Red Records)
- 1984 : Urban Blues (Black Saint)
- 1992 : Leroy Jenkins Live! (Black Saint)
- 1994 : Themes and Improvisations on the Blues
- 1994 : Santa Fe (Lovely Music)
- 1998 : Solo (Lovely Music)

### Collaborations
Avec Carla Bley et Paul Haines
- 1971 : Escalator over the Hill

Avec Don Cherry et le Jazz Composer's Orchestra
- Relativity Suite (1973)